# Joan Antoni Pàmias
Joan Antoni Pàmias i Castellà (Barcelona 1903 - 9 de mayo de 1980) fue un empresario teatral y abogado español, que fue empresario del Gran Teatro del Liceo desde 1947 hasta su muerte en 1980.
En 1947 formó, asociado con J.Fugarolas i Arquer —y, desde 1959 a 1980, solo—, la empresa del Gran Teatro del Liceo, desde que cesó Joan Mestres i Calvet. Durante su gestión impulsó el teatro con la creación de una orquesta (1958) y un cuerpo de baile (1966) estables. Amplió la duración y el repertorio de las temporadas de ballet y de ópera, para las que contrató solistas y compañías de categoría internacional. Publicó artículos sobre temas musicales. En 1955 consiguió que el Festival de Bayreuth visitara Barcelona. En 1959 se le concedió el Premio Nacional de Teatro. 